# Volcan de Pujalós
Le volcan de Pujalós est un volcan éteint de la Cordillère transversale situé dans la ville d'Olot, comarque de la Garrotxa, en Catalogne.

## Géographie
Le volcan est situé à l'est du centre urbain d'Olot et a une altitude de 779 ou 781 m. Il est entouré à l'est par le volcan de Garrojàs et au sud-est par le volcan du Puig de la Garsa.